# Процесс Хамида Нури

## Биография
Хамид Нури родился в северной части Ирана, городе Дамган 29 апреля 1961 года. Хамид служил в КСИР в роли тюремного надзирателя, всячески помогал властям в тюрьмах Эвин и Гохардашт. Был членом комитета «Судьи смерти» Тюрьмы Гохардашт в 1988, причастен к массовым казням иранских политических заключённых в 1988 году. В 2019 году был арестован во время посещения Швеции, куда его заманил живший там иранский правозащитник и бывший политзаключённый Иджай Месдагхи с помощью пасынка Нури, с которым тот находился в плохих отношениях.
В мае 2022 года был признан виновным и приговорен к пожизненному заключению исходя из принципа универсальной юрисдикции.
В июне 2024 года был обменян на двоих граждан Швеции, арестованных в Иране.